# أوتو جلاجاو
أوتو جلاجاوْ Otto Glagau (ولد في 16 يناير 1834 في كونيجسبورج وهي حاليا كاليننجراد – ومات في 2 مارس 1892 في برلين) كان صحفيا وكاتبا في الإمبراطورية الألمانية.

## حياته
بدأ أوتو جلاجاو حياته المهنية بالعمل الصحفي في صحيفة Berliner Nationalzeitung الليبرالية. ونتيجة ل Gründerkrach في عام 1873 خرج جلاجاو من التيار الليبرالي، واتهمه بأنه مسئول عن الأزمة الاقتصادية والانهيار الأخلاقي الثقافي في ألمانيا. وفي ديسمبر 1874 نشر سلسلة من المقالات حول Börsen- und Gründerschwindel في المجلة العائلية جارتنلاوبه Gartenlaube. وفيها اتهم اليهود بالتحديد بأنهم تسببوا في الأزمة المالية عن طريق أعمالهم التجارية غير الواضحة ومضارباتهم في البورصة. وصدرت تلك المقالات في كتاب في عام 1876.
وفي مقالات أخرى له مثلما في مجلته Der Kulturkämpfer (1880-1888) فقد أبدى الكثير من النقد تجاه اليهود. وهو صاحب العبارة الشهيرة "المسألة الاجتماعية هي مسألة اليهود"، وفيها يساوي بين اليهود والحركة الليبرالية والرأسمالية. في أبريل 1883 رأس جلاجاو المؤتمر الدولي الثاني لمناهضة اليهود في شيمنيتس zweiten Internationalen Antijüdischen Kongress . وفيما عدا ذلك فلم يشارك في الأحزاب والاتحادات المعادية للسامية. وقد أثرت كتاباته على حركة معاداة السامية السياسية وأثرت على العديد من أصحاب تلك الأيديولوجية ومنهم أويْجن دورينج وفيلهلم مار وباول دي لاجارده.
مات أوتو جلاجاو في عام 1982 عن عمر يناهز 58 عاما في برلين.

## من أعماله
- فريتس رويتر وكتاباته الأدبية 1866
- جولات عبر لاونبورج ولوبيك 1866
- ليتوانيا والليتوانيين 1869
- الأدب الروسي وإيفان تورجينيف 1872

Der Börsen- und Gründerschwindel in Berlin 1876*
- ملفات (مسرحية تاريخية) 1877
- إفلاس الليبرالية القومية ورد الفعل 1878
- الحرف اليدوية الألمانية والطبقة الوسطى التاريخية 1872
- أزمة الإمبراطورية والكفاح الثقافي الجديد 1879
- الحريات الليبرالية 1879
- صحيفة المناضل الثقافي Der Kulturkämpfer برلين (1880- 1888)